# 颜金生
颜金生（1918年—1994年3月28日），湖南省茶陵人，中国人民解放军将领、中国人民解放军开国少将。
曾任中国人民解放军兰州军区炮兵司令员兼政委、调任一军政委。1955年，授予中国人民解放军少将军衔。

## 生平
顏金生出身贫民。1931年加入中國共青團。1933年年加入中國工農紅軍，同年加入中國共產黨。
第一次国共内战時，历任紅十八師五十三團政治指導員，紅二軍團政治部青年幹事，紅二方面軍政治部青年部副堂。
抗日战争时期，历任八路軍一二零師政治部勒部幹事、科長、三五八旅七一六團政治主任、副政委、政委。参与挺进冀中、轉戰晉察冀、晉西北、晉西北反扫蕩及百團大戰等各大战役。在田家會戰中，与團長王紹南揮七一六團，和友军一起歼灭日军村川眾七百餘人。
第二次国共内战爆发后，历任晉綏野戰軍七一六團政委、西北野戰軍獨一旅副政委、一野一軍二師政委。参与了綏遠战役、延安保卫战、西府战役、解放青海之役，為第二次国共内战出力甚多。
1948年初，担任獨一旅政委期间，为解决俘虏的斗志问题，他创作了《九天阶级教育初步经验总结》，并开展“诉阶级苦、查阶级、查工作、查斗志”的运动，得到毛泽东的赏识，被全军推广。
中华人民共和国成立后，历任西北軍區炮兵司令員兼政委、一軍政委、历任武漢軍區政治部主任、文部副部長、領陝西省軍區政委、历任新疆軍區副政委、總政治部副主任兼幹部部長、中央軍委紀檢委副書記。
1955年授予少將銜，同时授予二級八一勳章、二級獨立自由勳章、一級解放勳章與一級紅星功勳榮譽章。
1988年成为第七届全国人民代表大会常务委员会委員。
1994年3月28日在北京去世，享年76岁。